# Shiro Tokisada Amakusa
Shiro Tokisada Amakusa (天草 四郎 時貞, Amakusa Shirō Tokisada) es un personaje ficticio que pertenece a la saga de videojuegos Samurai Shodown, ha sido tanto boss como personaje seleccionable.

## Historia
Amakusa es el líder de una rebelión ocurrida en Shimabara, Japón. Se sabe que tuvo dos mujeres, una de ellas llevaba el nombre de Tenhime. Para su desgracia, Amakusa fue derrotado por el ejército del Shogun Tokugawa y ejecutado. Debido a la ira que sintió antes de morir, su alma anduvo errante en la obscuridad. Hasta que 150 años después, durante los sucesos de Samurai Shodown 1, Amakusa es revivido por el dios Oscuro Ambrosia, por medio de la posesión del cuerpo de Shinzo Hattori (hijo del ninja Hanzo Hattori) para que lo ayude a crear el caos en el mundo. Su plan incluía usar la energía espiritual de la Piedra "Palenque" de Green Hell, la villa de Tam Tam, para traer a Ambrosia al mundo de los mortales. Para ello convocó a los guerreros más fuertes del planeta (especialmente del Japón) por medio de un torneo de combates de espadas, en los cuales, les absorberia su energía y se la daría a Ambrosia para que este se fortaleciera.
En la batalla final Amakusa es derrotado por Haohmaru, que es asistido por Nakoruru. Sin embargo pese a su muerte, Ambrosia le regresa a la vida una vez más, sin embargo, en esta ocasión, su espíritu y cuerpo se divide en dos seres, el bueno y el malo, este último creado por la posesión de Ambrosia (algo parecido a lo que le sucede a Piccolo Daimaoh en Dragon Ball Z). 
En los eventos de Samurai Shodown III;el lado maligno de Amakusa (que se hace llamar Aku Amakusa para diferenciarse de su verdadero "yo", es decir su lado bueno) invoca del Makai (reino demoniaco) al demonio Zankuro Minazuki, pero es incapaz de controlarlo, después de que Zankuro es derrotado por Shizumaru Hisame y Haohmaru, Aku Amakusa usando el poder de Ambrosia, revive su castillo y secuestra a una joven llamada Hazuki Kazama (hermana de Kazuki y Sogetsu) que tiene la habilidad de controlar o sellar demonios, para mantener su control sobre el castillo y sobre Zankuro, por otra parte, el lado bueno de Amakusa (Shiro Tokisada) se une al grupo de héroes (Haohmaru, Nakoruru y Cia) para detener a su lado maligno, vencerlo y volver a ser uno solo, pero antes de que Amakusa llegue hasta su doble demoniaco, este es derrotado por Kazuki Kazama, e inmediatamente despedazado por Zankuro (quien sería vencido por Sogetsu).
Liberado de su lado maligno y arrepentido de sus pecados y de la maldad que creó, Amakusa decide quedarse con el grupo de Héroes Samurai para poder expiar sus pecados, ayudando a la gente y a los demás luchadores para proteger el mundo y así pagar por sus crímenes (aunque con la desconfianza inicial de Hanzo, que después casi forzosamente empieza a confiar en el).
Un año después, Amakusa y los demás samuráis sienten una nueva amenaza: se trata de Mizuki Rashojin, sacerdotisa poseída por un espíritu demoniaco al servicio del mismo Ambrosia, que intenta nuevamente regresar el mundo de los mortales, Mizuki intenta obtener las almas de 4 guerreros valientes para ofrecerlas a Ambrosia asesinado a dichos luchadores: Haohmaru, Kyoshiro Senryo, Jubei Yagyu y Neinhalt Seiger. Cuando estaba a punto de matarlos, Amakusa llega para salvarlos y se enfrenta contra Mizuki, pero es derrotado y destruido en el proceso, abandonando su alma el cuerpo de Shinzo y reuniéndose con su amada Tenhime en el más allá.

## Personalidad
Amakusa es en un principio un espíritu maligno y vengativo, que desea vengarse del mundo por lo que sufrió, pero cuando es liberado de la obscuridad de Ambrosia, es todo lo contrario; es un hombre amable y misericordioso que ayuda a los demás. Un defecto que tiene es que es extremadamente narcisista y gusta mucho de ver la belleza en todo lo que ve (algo parecido a la personalidad de Vega (Street Fighter)), de ahí que pese a ser totalmente heterosexual, tiene ciertos comportamientos amanerados, como el preocuparse demasiado por su apariencia, al grado de llegar a ser metrosexual, pues llega a usar maquillaje para lucir hermoso. Este detalle es lo que hizo que cayera en las tentaciones de Ambrosia.

## Estilo de Pelea y Poderes
Shiro Tokisada Amakusa usa varios poderes para combatir usando una gema mágica, puede dirigir esta contra su rival a un rango impresionante (en ocasiones abarca casi toda la pantalla) puede atacar con ella en el suelo o en el aire, aunque esta tiene menos efecto si el opoente está cerca, por eso usa ataques rápidos con sus manos para golpear, entre su arsenal están.
- Levitación - Amakusa puse hacer levitar la gema que usa para pelear y levantar a sus adnversarios para después azotarlos contra el suelo.

- Teleportacion - Amakusa puede teletransportarse a distancia cortas o largas en un combate.

- Proyectiles de Fuego - Amakusa lanza de su gema proyectiles que se asemejan a un cráneo y bolas de energía obscura, así como convertirse el mismo en una bola de fuego gigante y caer sobre el rival para golpearlo.
- Ataques rápidos - Amakusa puse atacar al rival cerca de él a manotazos muy rápidos.